# Brookshire
Brookshire è un comune degli Stati Uniti d'America, situato in Texas, nella contea di Waller.